# Игра в шахматы (картина Кампи)
«Игра в шахматы» (итал. Il gioco degli scacchi) — картина, приписываемая итальянскому живописцу Джулио Кампи.

## Характеристика картины
Техника — масло по холсту. Размер — 90 на 127 сантиметров. Картина находится в собрании Муниципального музея древнего искусства (Museo civico d’arte antica) в Палаццо Мадама, в Турине. Инвентарный номер — 0478/D.
Картина, по мнению значительной части исследователей, должна быть отнесена примерно к 1530 году, и, вероятно, создана Джулио Кампи до «Мадонны Милосердия» (Madonna della Misericordia dell’Arcivescovado) из Милана, которую он создал в 1534 году. Существуют и иные датировки картины. В частности, Ахилл делла Раджионе относит картину к 1550 году, а Наоми Дж. Миллер и Наоми Явнех — к 1540-м годам.

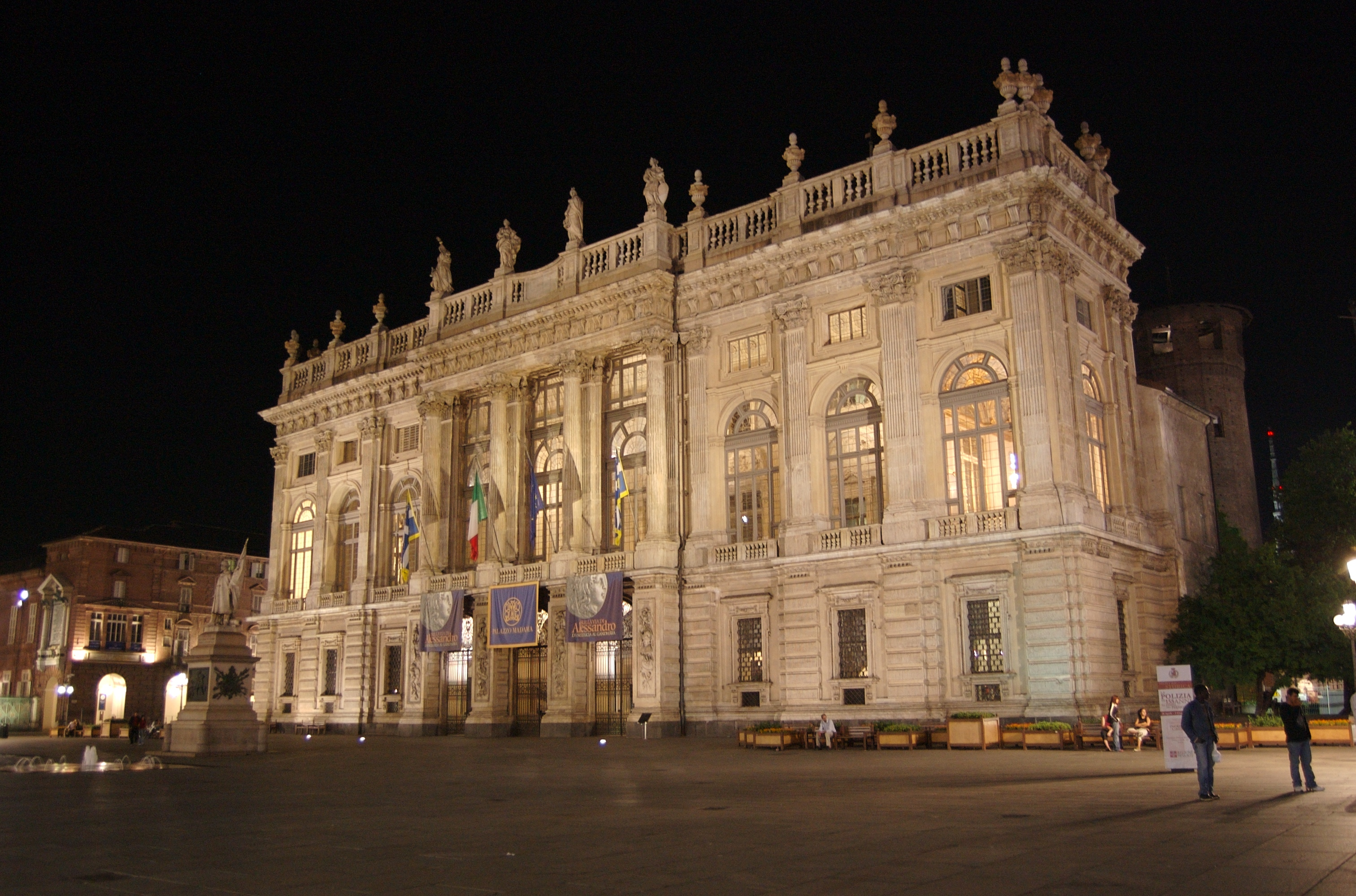
Палаццо Мадама, где экспонируется картина

Существует реплика данной картины уменьшенного размера — 78,5 на 107,5 сантиметров. В 2004 году она под названием «Партия в шахматы» (итал. Partita a scacchi) была выставлена на аукционе Sotheby’s и продана за € 28 800.

## Сюжет и интерпретации изображения
Впервые пристальное внимание картина привлекла в 1963 году, когда она ещё находилась в коллекции Константино Нигро (итал. Costantino Nigro) в Генуе, где считалась работой Софонисбы Ангиссолы. Небольшое исследование ей посвятил известный итальянский искусствовед Роберто Лонги. Сравнивая её с картиной на шахматный сюжет, действительно принадлежавшей Софонисбе, которая находится в музее Познани, Лонги посчитал, что данная картина принадлежит кисти художника кремонской школы, в то время как правильное соотнесение её с творчеством именно Джулио Кампи было сделано впервые Джованни Годи и Кирилло Джузеппе (в 1978 году). Лонги установил сходство с картиной «Аллегория тщеславия» Джулио Кампи из Музея Польди Пеццоли (которая также датируется 30-ми годами XVI века), соотнёс фигуру человека в чёрном головном уборе, который наклоняется над столом, с портретом Галеаццо Кампи, созданным Джулио Кампи (сыном Галеаццо) и находящимся в галерее Уффици во Флоренции.
Темой картины является игра в шахматы, как и на более ранней картине Лукаса ван Лейдена «Игра в шахматы» (1508), хранящейся в Берлине. Картина является свидетельством распространения игры в шахматы в регионе Кремоны, которое в XVI веке связано в Кремоне с популярностью поэмы «Игра в шахматы» Марко Джироламо Виды. Полотно использует композиционное решение, широко распространённое в районе Венето, близко в композиции к некоторым произведениям Доссо Досси и Каллисто Пьяцца (итал. Callisto Piazza). Последний художник был широко известен в Кремоне и, вероятно, от него Джулио Кампи почерпнул особенность изображения спины и плеч фигуры на переднем плане.

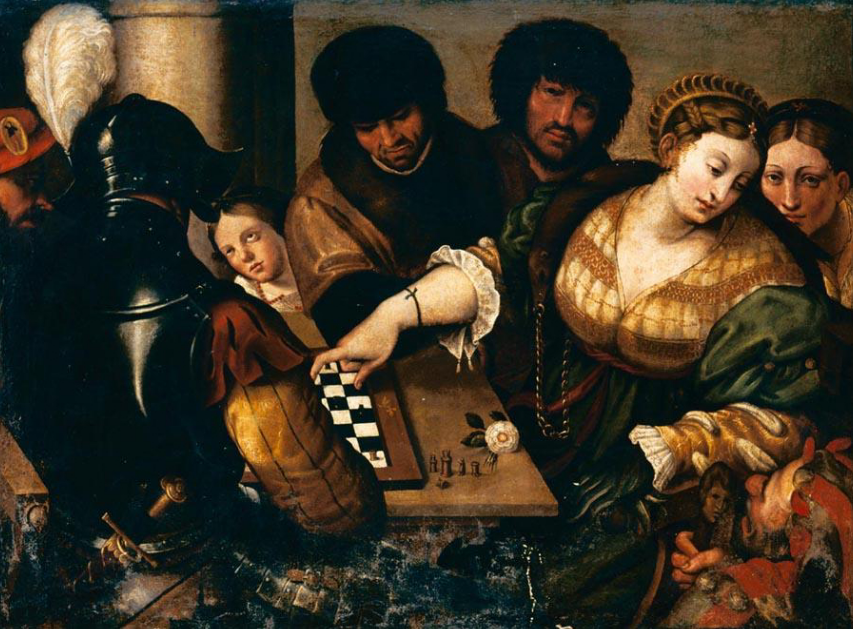
Джулио Кампи (или его мастерская). Партия в шахматы. Реплика картины «Игра в шахматы», проданная на аукционе Сотбис в 2004 году

Картина использует популярный в эпоху Возрождения неоплатонический мотив противостояния Любви и Войны (где фигура одерживающей победу женщины может соотносится с традиционным изображением Венеры, в то время как одетый в доспех рыцарь — с Марсом). Видимость обычной шахматной партии обманчива из-за наличия некоторого количества аллегорических элементов. К примеру, роза, лежащая на столе (перед играющей в шахматы женщиной), вызывает в памяти образ Венеры, победившей Марса. Через сто лет после создания этой картины Падованино запечатлел любовный поединок богов на картине «Марс и Венера играют в шахматы». Присутствие шута в сцене также не является случайным и символизирует иррациональность любовной дуэли и победы женщины над мужчиной. При этом персонажи одеты в современные художнику костюмы, что заставляет искусствоведов считать некоторые фигуры портретами, предполагать, что картина написана по случаю заключения брака.
Итальянский искусствовед В. Гуаццони (в 1994 году) относит сцену именно к реальной жизни, а не к античной мифологии, считая картину групповым портретом в соответствии с практикой, также использованной несколько позже Софонисбой Ангвиссолой, которая на картине «Портрет сестёр художницы, играющих в шахматы» (1555) изображает своих младших сестёр и горничную.
Согласно мнению некоторых искусствоведов, на картине «Аллегория тщеславия» Кампи присутствует автопортрет художника, они предполагают поэтому, что молодой человек на дальнем плане картины «Партия в шахматы», который смотрит на зрителя из-за стола, может быть идентифицирован с самим Джулио Кампи, в то время, как пожилой человек рядом с ним, который опирается на стол, как это уже отметил Роберто Лонги, очень похож на его отца — Галеаццо Кампи.
Зритель видит на картине только малую часть шахматной доски и не может реконструировать позицию фигур на доске. Греческий искусствовед Νικόλας Σφήκας в своей книге «Ζωγραφικά έργα µε θέµα το Σκάκι από τον δέκατο πέµπτο έως τον εικοστό αιώνα» предполагает, что женщина указывает своему противнику и растерянным свидетелям правой рукой на мат, который она поставила своему противнику и одновременно откидывается назад, не желая смотреть на уже завершённую победой партию.

## Галерея (персонажи, представленные на картине и отдельные мотивы, которые в ней прослеживаются)

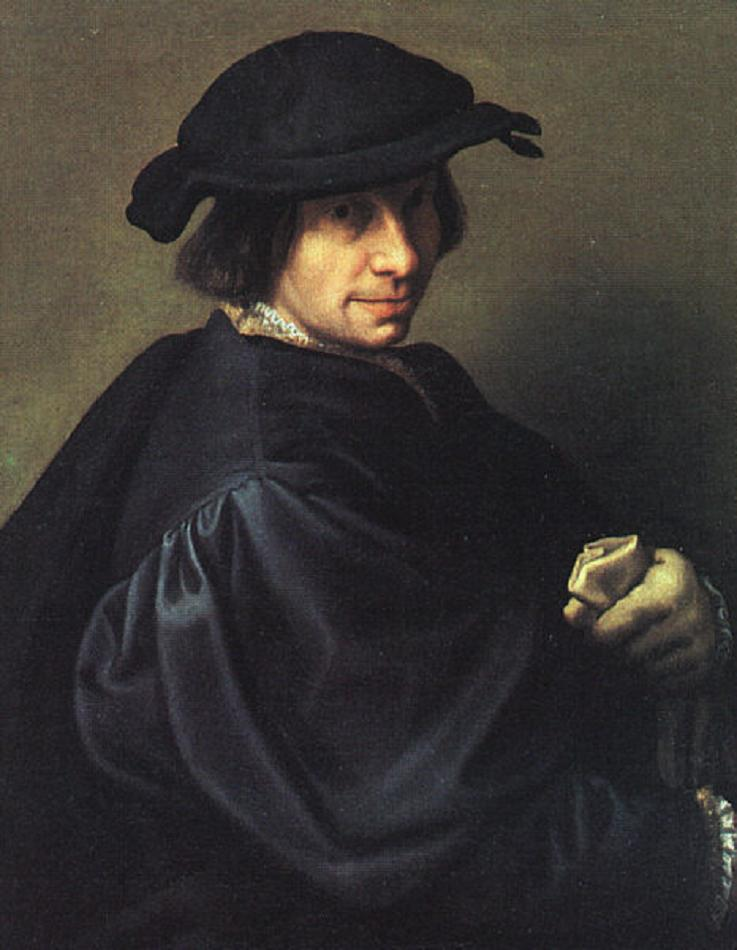
Джулио Кампи. Портрет Галеаццо Кампи
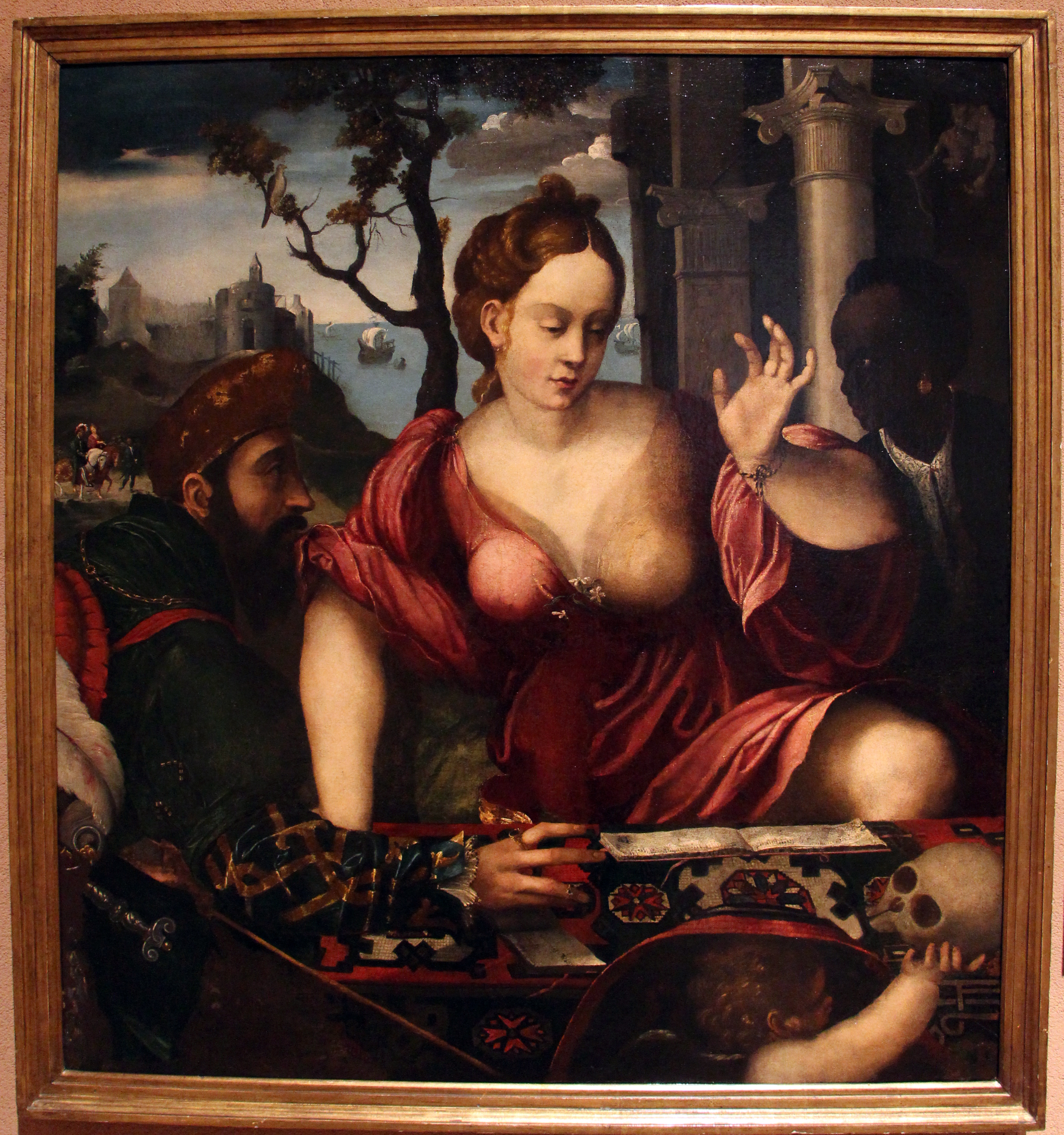
Джулио Кампи. Аллегория тщеславия
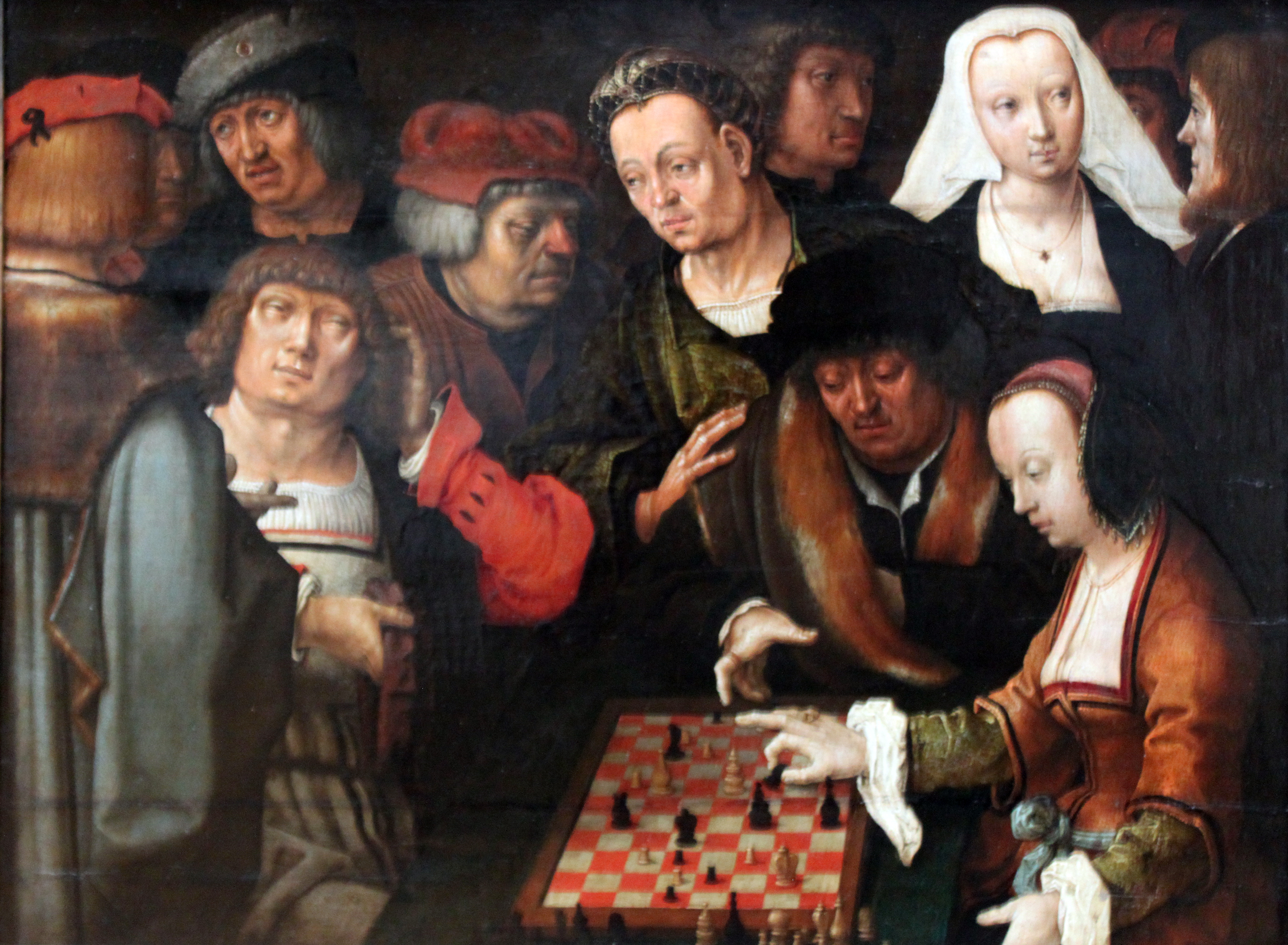
Лукас ван Лейден. Игра в шахматы, 1508
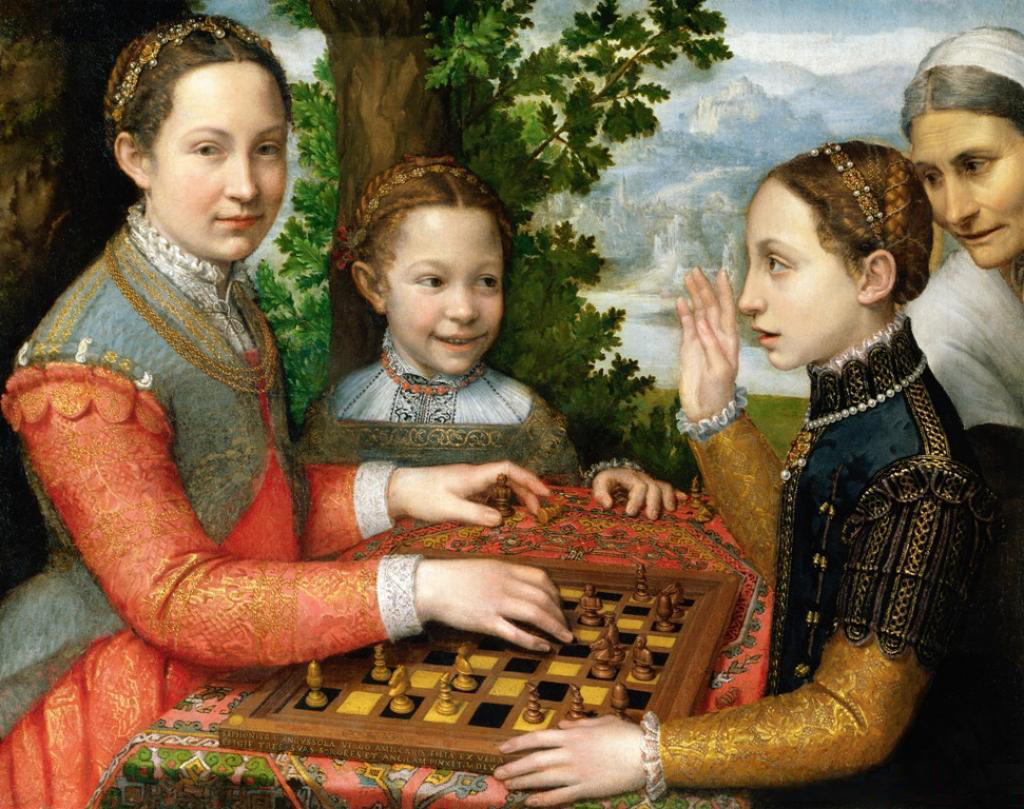
Софонисба Ангвиссола. Портрет сестёр художницы, играющих в шахматы, 1555
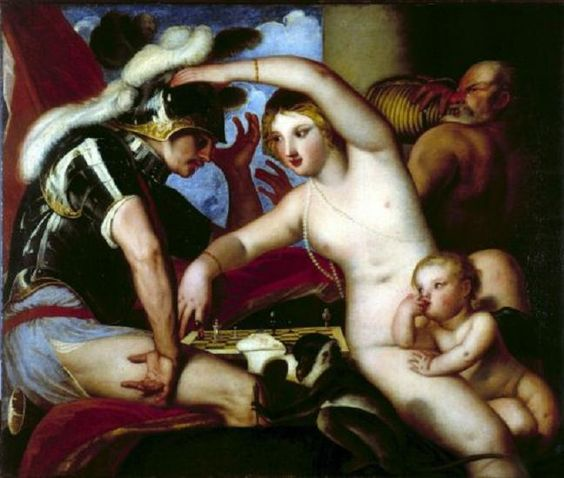
Падованино. Марс и Венера играют в шахматы, 1630—1640-е